# Sophie Tatischeff
Sophie Tatischeff, née le 23 octobre 1946 à Neuilly-sur-Seine, où elle est morte le 27 octobre 2001, est une monteuse et réalisatrice française.

## Biographie
Fille de Jacques Tati et de Micheline Winter, Sophie Tatischeff commence sa carrière en étant assistante monteuse sur le film de son père Playtime (1967). Elle montera ensuite Trafic (1971) et Parade (1974).  Elle participe au montage de Pauline et l'Ordinateur (1978), film de Francis Fehr et de Coup de tête (1979), film de Jean-Jacques Annaud. Elle se consacre également à la réalisation avec Le Comptoir (1998), tourné à Guimaëc dans le Trégor en Bretagne où elle vit,.
En 2001, elle crée avec  son cousin Jérôme Deschamps et Macha Makeïeff la société Les Films de mon oncle pour racheter les droits des films de son père et en ressortir des copies restaurées, dont notamment une version intégrale de Playtime, film au parcours difficile et qui avait depuis sa sortie subi divers remontages.
Elle est morte à 55 ans des suites d'un cancer dans une clinique parisienne. Elle est inhumée dans le caveau familial au cimetière ancien de Saint-Germain-en-Laye (Yvelines).
Le film d'animation L'Illusioniste (2010), basé sur un scénario écrit par son père, lui est dédié et introduit un personnage qu'elle a inspiré.

## Filmographie
Sauf indication contraire, les informations mentionnées dans cette section peuvent être confirmées par la base de données cinématographiques IMDb,  présente dans la section « Liens externes ».
- 1977 : Pourquoi pas ! de Coline Serreau (montage)
- 1978 : Dégustation maison (court métrage)
- 1978 : Forza Bastia (court métrage)
- 1998 : Le Comptoir